# 1819
1819. је била проста година.

## Догађаји

### Фебруар
- 6. фебруар — Британски службеник Томас Стамфорд Рефлс је потписао споразум са султаном Хусеином Шахом од Џохора, чиме је основан Сингапур као трговачка станица Источноиндијске компаније.

### Август
- 16. август — Масакр код Питерлоа

### Децембар
- 14. децембар — Алабама је примљена у Унију као 22. америчка држава.

## Рођења

### Јануар
- 31. јануар — Васа Живковић, српски песник и свештеник. (†1891)

### Јун
- 20. јун — Жак Офенбах, француски композитор и челиста. (†1880)

## Смрти

### Јануар
- 2. јануар — Марија Лујза од Парме, краљица Шпаније
- 8. јануар — Валентин Водник, словеначки песник
- 9. јануар — Катарина Павловна, краљица Виртемберга
- 20. јануар — Карлос IV од Шпаније, краљ Шпаније

### Maj
- 2. мај — Агатангел Смирнски, хришћански светац

### Јун
- 3. јун — Жак Николас Биљо-Варен, француски револуционар
- 5. јун — Јохан Хилер, аустријски генерал
- 15. јун — Константин Хагаренски, хришћански светац

### Август
- 25. август — Џејмс Ват, шкотски проналазач

### Септембар
- 9. септембар — Гебхард Леберехт фон Блихер, пруски фелдмаршал

### Октобар
- 6. октобар — Карло Емануел IV од Сардиније, краљ Сардиније